# 堀江正彦
堀江 正彦（ほりえ まさひこ、1946年〈昭和21年〉 - ）は、日本の外交官。カタール駐箚特命全権大使、マレーシア駐箚特命全権大使、地球環境問題担当特命全権大使を歴任した。2012年以降、国際連合「万人のための持続可能なエネルギー」諮問理事やマレーシア工科大学・日馬国際工科院担当特別教授を務めるとともに、現在は国際自然保護連合の理事（外務省参与・大使）、明治大学学長特任補佐、京都大学特任教授、筑波大学客員教授を勤めている。

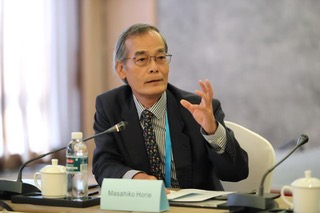
IUCN関連国際会議

## 人物・経歴
岡山県津山市出身。1969年（昭和44年）大阪大学経済学部を卒業後、渡米し、1971年（昭和46年）チューレイン大学大学院経済学修士課程を修了する。1973年（昭和48年）大阪大学法学部を卒業し、外務省に入省した。1975年（昭和50年）には、フランス国立行政学院(ENA、エナ)に留学している。 
- 1973年（昭和48年）　外務省入省、経済局経済統合課
- 1983年（昭和58年）　国際連合事務局明石康国連事務次長特別補佐官
- 1986年（昭和61年）　大臣官房会計課首席
- 1988年（昭和63年）　大臣官房総務課（文化交流第一課）企画官
- 1989年（平成元年）　経済局国際機関第二課長
- 1990年（平成2年）　駐デンマーク大使館参事官
- 1992年（平成4年）　駐ケニア公使
- 1995年（平成7年）　経済協力局技術協力課長
- 1996年（平成8年）　経済協力局政策課長
- 1998年（平成10年）　駐仏公使
- 2000年（平成12年）　博覧会国際事務局総会日本政府代表[1]
- 2002年（平成14年）　防衛庁防衛参事官（国際関係担当）
- 2003年　フランス共和国大統領より 国家功労章受章
- 2004年（平成16年）　駐カタール特命全権大使
- 2007年（平成19年）　駐マレーシア特命全権大使
- 2011年（平成23年）　特命全権大使（地球環境問題担当）[2]
- 2012年（平成24年） 3月23日 退官
- 2012年（平成24年） 4月 外務省参与（地球環境問題担当大使）、明治大学研究・知財戦略機構特任教授[3]
  - 国際自然保護連合・地域理事（南・東アジア地域枠）
  - 筑波大学客員教授、京都大学特任教授、マレーシア工科大学特任教授
  - 国際連合「万人のための持続可能なエネルギー」諮問理事会メンバー
- 2013年　国際自然保護連合・理事選出（南・東アジア地域枠）
- 2013年　筑波大学客員教授、京都大学特任教授、マレーシア工科大学特任教授
- 2013年　国際連合「万人のための持続可能なエネルギー」諮問理事会メンバー
- 2016年　国際自然保護連合・理事再選（南・東アジア地域枠）外務省参与
- 2016年　明治大学学長特任補佐、京都大学特任教授、筑波大学客員教授（現在に至る）

2011年（平成23年）3月15日、東日本大震災に対するマレーシア政府及び国民からの支援に感謝の意を表した。堀江大使は被災者や福島第一原子力発言所の状況について説明したほか、海外のボランティアの受け入れが難しい現状についても言及した。またマレーシア国民からの多数の追悼と激励のメッセージが寄せられたことについては時折、言葉を詰まらせながら語った。
2011年（平成23年）4月28日、離任。離任に先立ち4月26日に行われた記者会見では日本はマレーシアから多くのことを学べる「ルック・ウェスト」を心がけるべきだと述べた。
2007年にマレーシアに着任して2011年に離任するまでの間、堀江大使が精力的に努力を傾注したのは、2001年当時マハティール首相が小泉首相に対して要請した「日本式工学教育」を行う大学をマレーシアに設立することであった。その努力の甲斐あって、2011年の離任直前の時点で「日本マレーシア国際工科院」（MJIIT)を設立することが、日本政府とマレーシア政府との間で合意され、念願が叶った。（ The Star 2012.2.29 p.18, The New Straits times 2012.5.31 p.2 )
「日本マレーシア国際工科院」10周年を記念するマレーシア工科大学の出版物では「MJIITの父」と称されている。（”Commemorating 10 Years of Achievement”  UTM, 2023）
2011年（平成24年）に帰国後は、地球環境問題担当大使として、2015年12月の気候変動枠組条約のパリ締約国会議COP21まで、5回連続して締約国会議（COP）に出席し京都議定書に代わるパリ協定の成立に貢献した。（「明治」特別寄稿 2016年 春号 Vol.70 p.54~57)
また国連「万人のための持続可能なエネルギー」諮問理事会メンバーとして、富山市を「エネルギー効率改善モデル都市」に推薦するとともに、一般財団法人「省エネルギーセンター」を「エネルギー効率改善ハブ」として世界のエネルギー効率の改善促進に貢献した。（「明治」2015 秋号 Vol .68 特別寄稿 p.76~79)
国際自然保護連合（IUCN)理事としては、シンガーソングライターのイルカさんにIUCNの歌の創作を依頼し、2014年新作「We Love You Planet!~ひびけ！惑星に。」の普及にも貢献し、世界1200を超えるIUCNメンバーに歓迎されている。(「明治」2017年 冬号 Vol.73 特別寄稿 p.78~81)
2020年、瑞宝中綬章受章。
2024年、マレーシア工科大学特命教授任命。

## 同期
- 河野雅治（11年駐伊大使・09年駐露大使・07年外務審議官・05年総合外交政策局長）
- 塩尻孝二郎（11年EU大使・08年駐インドネシア大使・05年外務省大臣官房長）
- 天野万利（07年OECD事務次長）
- 塩崎修（08年駐ホンジュラス大使）
- 坂場三男（08年駐ベトナム大使・06年外務報道官・中南米局長）
- 伊藤哲雄（09年駐ハンガリー大使・05年駐カザフスタン大使）
- 加来至誠（11年駐ホンジュラス大使、07年駐エルサルバドル大使）
- 杉本信行（01年上海総領事）
- 鈴木一泉（10年駐コロンビア大使）
- 並木芳治（10年駐コスタリカ大使）
- 中村滋（11年駐マレーシア大使・06年駐サウジアラビア大使・04国際情報統括官）
- 岩谷滋雄（10年駐オーストリア大使・07年駐ケニア大使）
- 鹿取克章（11年駐インドネシア大使・06年駐イスラエル大使）
- 黒田義久（10年駐ウズベキスタン大使）
- 塩口哲朗（11年駐ベネズエラ大使・08年駐ヨルダン大使・06年国際協力銀行理事・04年駐コートジボワール大使）
- 水野達夫（07年駐ネパール大使）
- 神谷武（11年駐パラグアイ大使・08年駐アルジェリア大使）
- 岡田眞樹（11年駐タンザニア大使・09年農畜産業振興機構理事）
- 小林正雄（11年駐ガボン大使・10年官房調査官）
- 佐藤博史（12年駐キューバ大使）
- 川原英一（13年駐グアテマラ大使）
- 吉田潤（13年駐モーリタニア大使）